# Notre-Dame-de-la-Salette
Pour les articles homonymes, voir Notre-Dame et Notre-Dame de la Salette (homonymie).
Notre-Dame-de-la-Salette est une municipalité dans la municipalité régionale de comté de Papineau au Québec (Canada), située dans la région administrative de l'Outaouais. Fusionnée le 1er janvier 1975 à Buckingham, la ville recouvre son autonomie le 1er janvier 1980.

## Toponymie
Son nom vient du sanctuaire français de Notre-Dame de La Salette.

## Géographie
Notre-Dame-de-la-Salette est reconnue pour son relief hostile et son sol favorable à l’exploration minière. D’ailleurs, on retrouve à Notre-Dame-de-la-Salette le lac de l’Argile, nommé de cette façon en raison de son fond argileux. Cependant, de nos jours, la municipalité se tourne davantage vers l’agriculture et la villégiature. 

## Histoire
Le 26 avril 1908, la municipalité est victime d'un vaste glissement de terrain, à partir de la rive droite de la Lièvre,. Ce glissement de terrain tue 34 personnes et détruit plus d’une trentaine de bâtiments de la municipalité. On dit qu’« une vague de boue et de glace, induite par les débris d’une coulée argileuse, déferla sur ce petit village ».
Le 1er janvier 1975, faisant suite à une loi provinciale de 1974, Notre-Dame-de-la-Salette est fusionnée avec Buckingham-Partie-Sud-Est, la ville de Buckingham, Masson, Ange-Gardien, Angers, le canton de Buckingham et Buckingham-Partie-Ouest pour former la nouvelle ville de Buckingham. Cette nouvelle grande ville ne perdure toutefois pas très longtemps. En 1979, il est déjà confirmé que Masson, Angers, Ange-Gardien et Notre-Dame-de-la-Salette recouvreront leur autonomie le 1er janvier 1980. Masson et Angers demeurent cependant unies sous le nom de « Masson », qui ne deviendra que « Masson-Angers » en 1992. 
Un autre glissement de terrain frappe la région de l’Outaouais, dont Notre-Dame-de-la-Salette, le 23 juin 2010. Cinq résidences doivent être évacuées et des routes sont barrées.
La fermeture en août 2020 de l'unique épicerie du village suscite un mouvement populaire de prise de conscience de la nécessité de revitaliser le village. Des citoyens se rassemblent alors sur une page Facebook afin de faire connaître le village, ainsi que ses services et ses produits locaux pour attirer de nouveaux résidents, entreprises et commerçants. En 2021, la municipalité entreprend des démarches pour rejoindre la MRC de Papineau, qui correspond mieux à sa réalité rurale que la MRC des Collines-de-l'Outaouais. Depuis le 1er janvier 2022, la municipalité est intégrée officiellement à la MRC de Papineau.

## Démographie
| 1991 | 1996 | 2001 | 2006 | 2011 | 2016 |
| ---- | ---- | ---- | ---- | ---- | ---- |
| 658  | 678  | 706  | 774  | 757  | 727  |

Au recensement de 1981, on dénombre 568 habitants à Notre-Dame-de-la-Salette. Encore selon ce recensement de 1981, la municipalité est l’une des municipalités de la région d’Ottawa-Hull des plus pauvres de l'époque avec un revenu annuel moyen de 16 872 $, mais aussi l’une des plus francophones avec un pourcentage parlé à la maison de presque 100 %. Au recensement de 2006, on y dénombre une population de 774 habitants.

## Administration
Les élections municipales se font en bloc pour le maire et les six conseillers.
| Notre-Dame-de-la-Salette Maires depuis 2003                                                                          |                |         |          |
| Élection | Maire          | Qualité | Résultat |
| 2003 | Roger Laflamme |         | Voir     |
| 2005 | Roger Laflamme | Voir    |          |
| 2009 | Daniel Malette |         | Voir     |
| 2013 | Denis Légaré   |         | Voir     |
| 2017 | Denis Légaré   | Voir    |          |
| 2021 | Antonin Brunet |         | Voir     |
| Élection partielle en italique Depuis 2005, les élections sont simultanées dans toutes les municipalités québécoises |                |         |          |

## Galerie

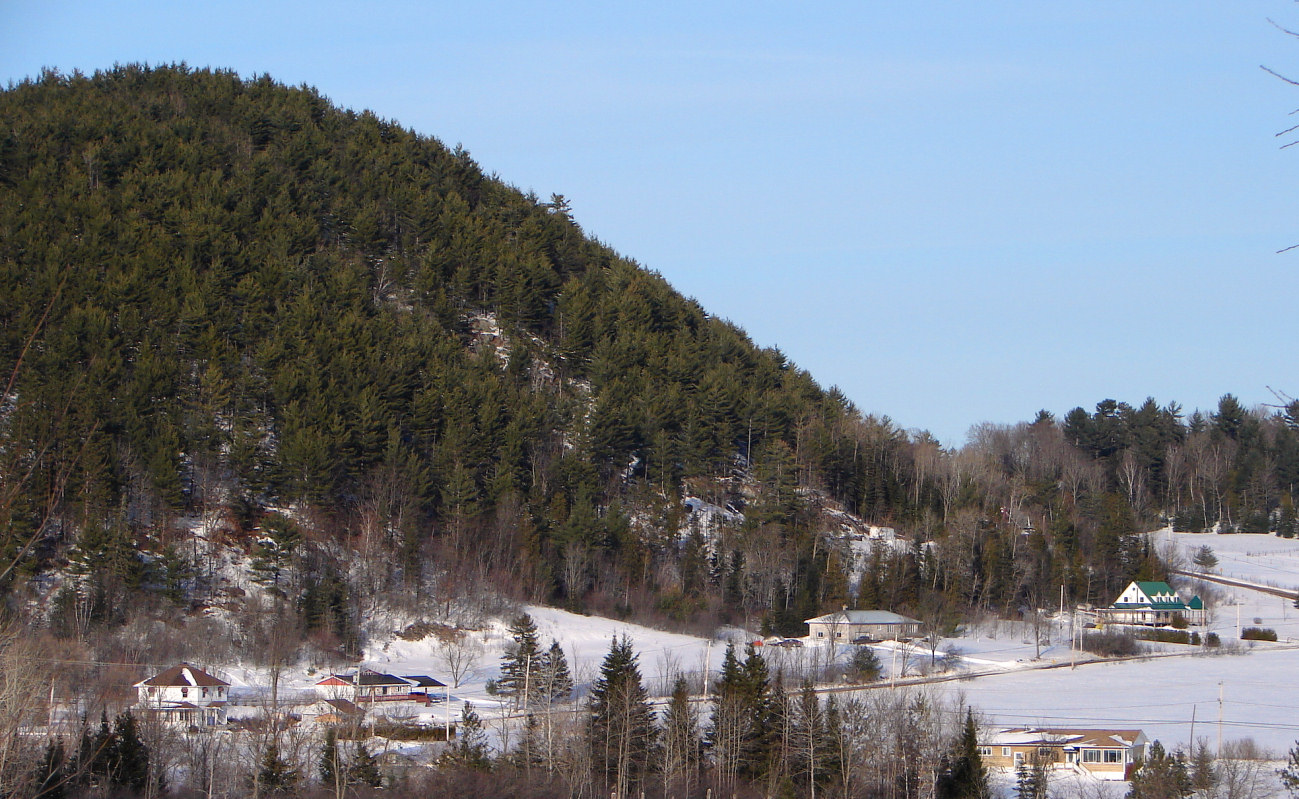
Notre-Dame-de-la-Salette.
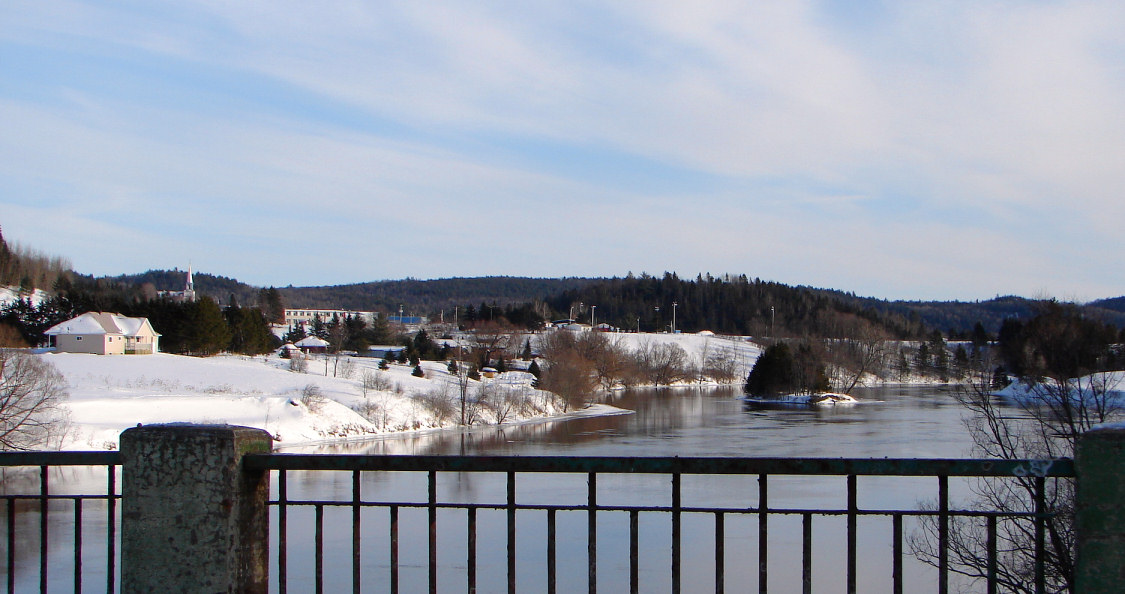
La rivière du Lièvre.
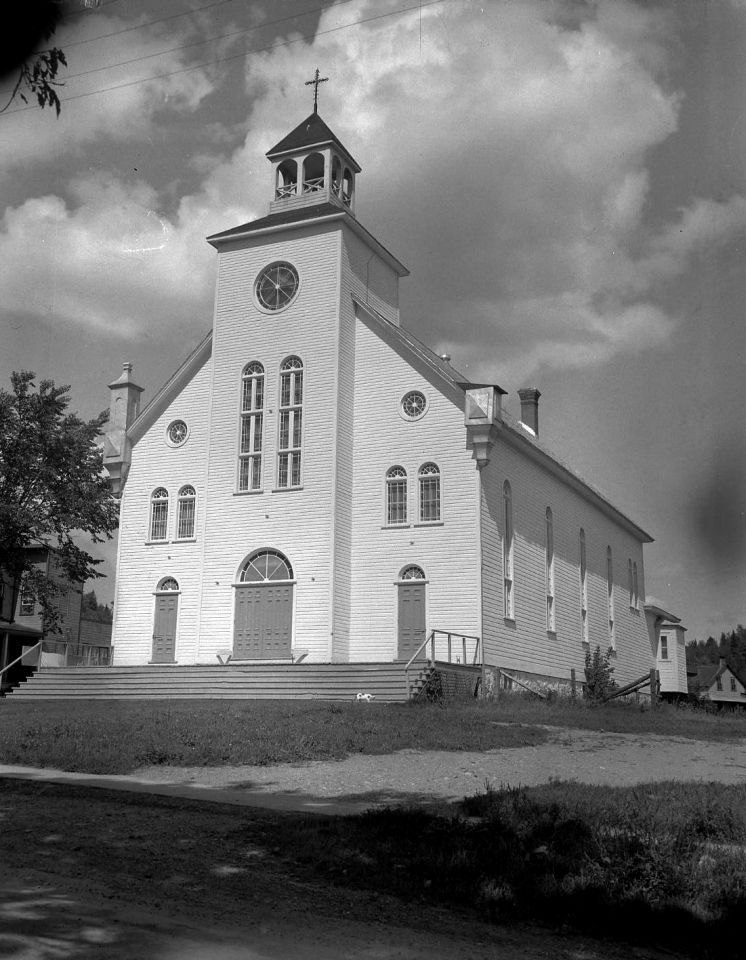
Église de Notre-Dame-de-la-Salette.